# 莫斯利山
莫斯利山（英語：Mount Masley），是南極洲的山峰，位於維多利亞地的彭內爾海岸，處於席爾瓦嶺以東20公里，屬於梅薩山脈的一部分，海拔高度2,605米，美國地質調查局根據測量和美國海軍拍攝的空中照片繪入地圖，現時由南極條約體系管理。